# Mikhaïl Lérmontov
Mikhaïl Lérmontov (rus: Михаил Юрьевич Лермонтов)  (Moscou, 3 d'octubre de 1814 (Julià) - Piatigorsk, 15 de juliol de 1841 (Julià)), nom complet amb patronímic Mikhaïl Iúrievitx Lérmontov, fou un escriptor i poeta romàntic rus, de vegades anomenat el poeta del Caucas. Va ser la figura més important de la poesia russa des de la mort en duel d'Aleksandr Puixkin fins a la seua pròpia, quatre anys més tard, en les mateixes circumstàncies.

## Biografia
Va nàixer a Moscou, descendent d'una família escocesa establerta a Rússia des del segle xvi (la família Learmount), resident en l'óblast de Tula, va viure en la ciutat de Tarkhanui, on es conserven les seues restes. Va pertànyer a la mateixa generació que Vassili Jukovski i Aleksandr Puixkin.
Arran de la mort prematura de sa mare, i de les obligacions militars de son pare, va quedar a cura de la seua àvia, que li va procurar la millor educació possible. L'atmosfera intel·lectual en què es va desenvolupar durant la seua joventut va ser la mateixa en què va viure Puixkin, tot i que l'ús del francès (en els escriptors) començava a cedir terreny en favor de l'anglès, quan Alphonse de Lamartine compartia la seua popularitat amb Lord Byron.
L'any 1830, Lérmontov va passar del liceu de Moscou a la universitat, però la seua carrera es va veure bruscament interrompuda a causa de la seua intervenció en determinats actes d'insubordinació davant d'una ensenyança contradictòria. De 1830 a 1834 va pertànyer a l'escola dels oficials de la Guàrdia de Sant Petersburg, des d'on va ser destinat al regiment d'hússars a Tsàrskoie Seló. El jove militar va manifestar obertament la seua ira així com la de la nació davant de la pèrdua de Puixkin (1837) a través d'un poema apassionat dirigit al tsar Nicolau I, La mort del poeta, en què demanava venjança per l'assassinat del poeta.
No obstant això, el tsar, va trobar en el poema més impertinència que inspiració i Lérmontov va ser enviat al Caucas com a oficial dels dragons. Ell havia viscut en el Caucas amb la seua àvia i, per tant, no es va sentir estrany en unes terres plenes de records de la seua infància. Les qualitats austeres i rigoroses dels muntanyesos a qui havia de combatre, així com el paisatge muntanyós i esquerp, li eren familiars, l'emperador li havia enviat a la seua veritable terra. Ací hi va conèixer inconformistes desterrats i intel·lectuals georgians rebels.
Lérmontov torna a Sant Petersburg l'any 1838 i, el 1839 és desterrat una altra vegada al Caucas a causa d'un duel contra Ernest de Barante, fill de l'ambaixador francès. És quan escriu la novel·la Un heroi del nostre temps, el protagonista, del qual Petxorin, el desenganyat, és un reflex de si mateix. Mor a Piatigorsk, al juliol de 1841, en un duel mantingut amb Nikolai Martinov. Per a aquest duel va triar, expressament, la vora d'un precipici a fi que, «si un dels combatents cau ferit mortalment, el seu destí quede segellat».
Lérmontov va publicar, només, una petita selecció de poemes l'any 1840. Tres volums considerablement mutilats per la censura van ser publicats per Glazunov i dues edicions completes de les seues obres van aparèixer els anys 1860 i 1863. La traducció alemanya de Bodenstedt dels seus poemes (Michail Lermontovs poetischer Nachlass, Berlín, 1842, 2 volums), va ser, de fet, la primera col·lecció satisfactòria per mitjà de la qual Lérmontov va ser conegut fora de Rússia. Els seus poemes van tenir diversos traductors (August Boltz, Berlín, 1852, etc.) Lérmontov descriu la tragèdia de la joventut de la seua època, joventut de pensament liberal i instruïda que estava disconforme amb la situació social, se sentia abandonada i considerava que la seua vida no tenia sentit. Amb aquesta obra va crear les premisses inicials per al desenvolupament de la novel·la psicològica a Rússia, el que el converteix en fundador del realisme rus.
En els seus primers poemes va imitar a Puixkin i a Byron, però el seu estil poètic es va refermar de seguida, es percep clarament en el canvi de temes com, per exemple, en el poema La vela en el qual parla d'un benestar que només s'aconsegueix lluitant. En altres poemes reflecteix amb vehemència el pensament i els sentiments dels jóvens estudiants que es rebel·len i mostren la seua indignació davant de la situació del serf, el rebuig del despotisme tsarista i l'aspiració apassionada per la llibertat. En la novel·la inacabada Vàdim escrita en els anys 1832-34, defensa, amb tota convicció, als oprimits camperols i parla sobre la insurrecció de Pugatxev.
En el drama Mascarada, que va ser prohibit per la censura, Lérmontov ataca la noblesa. Entre els seus poemes més coneguts cal destacar El dimoni, El novici i una memorable imitació de la balada russa El cant del tsar Ivan Vassílievitx, del jove oprimit i del vell venedor Kalàixnikov.

## Vida privada

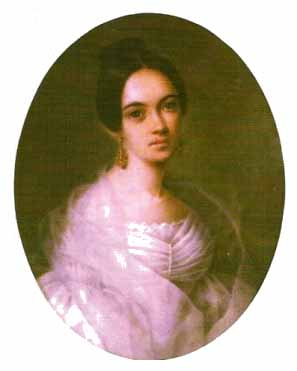
Retrat de Varvara Bakhmeteva el 1833 Edmond Pierre Martin

Milhaïl Lérmontov era un romàntic que semblava estar lluitant contínuament amb fortes passions. No se sap molt sobre la seva vida privada, tot i que en versos dedicats als éssers estimats la seva lluita emocional sembla haver estat exagerada, mentre que els rumors sobre les seves aventures de la vida real eren poc fiables i de vegades equivocats.
Lérmontov es va enamorar per primera vegada l'any 1825, mentre estava al Caucas, una nena de nou anys era l'objecte dels seus desitjos. Cinc anys més tard va escriure sobre això amb molta serietat, veient aquest primer despertar dels sentiments romàntics com un signe de la seva pròpia exclusivitat. «Tan aviat a la vida, als deu! Oh, aquest misteri, aquest Paradís perdut, em turmentarà la ment fins a la tomba. De vegades em fa gràcia i estic disposat a riure'm d'aquest primer amor meu, però més sovint. Prefereixo plorar», va escriure el jove de 15 anys en un diari. «Algunes persones, com Byron, creuen que l'amor primerenc és semblant a l'ànima propensa a les belles arts, però suposo que aquest és el signe de l'ànima que té molta música», va afegir el jove per a qui el poeta anglès era un ídol.

Als setze anys Lérmontov es va enamorar de Iekaterina Suxkova (1812–1868), una amiga de la seva cosina Saxa Verextxagina, a qui visitava sovint al poble de Srednikovo. Iekaterina no es va prendre seriosament al seu pretendent i a les seves Notes el va descriure així:
| « | A Sashenka [Vereshchagina] em trobava sovint amb el seu cosí, un noi maldestre de 16 o 17 anys, amb les cames arquejades, amb els ulls envermellits, que eren, tanmateix, intel·ligents i expressius, que tenia el nas voltejat i un somriure càustic... Tothom l'anomenava només Michel i jo també, sense importar-me el seu segon nom. Asignat per ser el meu 'noi d'encàrrec' portava el meu barret, paraigua i guants, deixant-los de tant en tant... Tant Sashenka com jo, tot i que li donem crèdit per la seva intel·ligència, encara el vam tractar com un nadó que el va tornar boig. Intentant ser percebut com un jove seriós, va recitar Pushkin i Lamartine i mai es va separar d'un gran volum de Byron. | » |

Diversos poemes de Lérmontov de 1830-1831 es van dedicar a Sushkova, entre ells Nishchy ('L'home captaire') i Blagodaryu!, Zovi nadezhdu snovidenyem ('Gràcies! Per anomenar l'esperança un somni...').

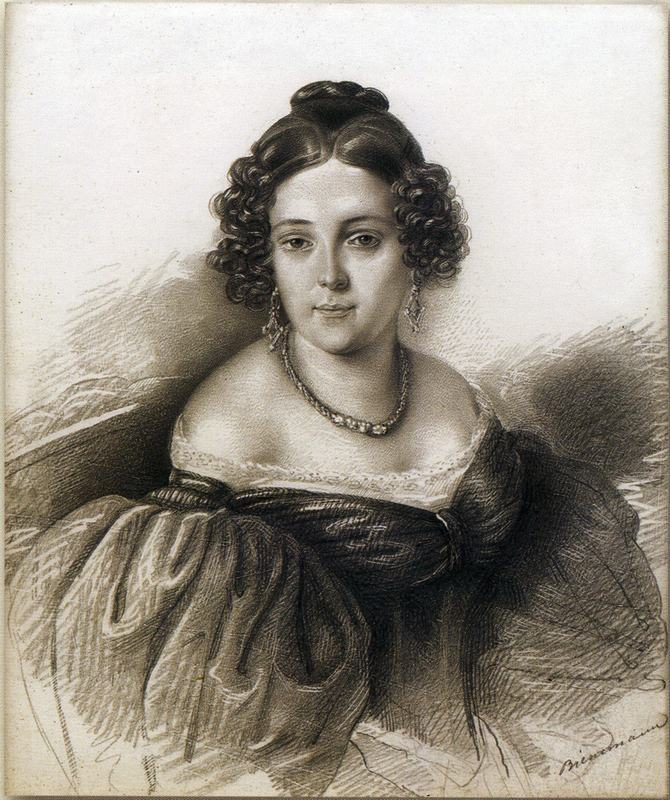
Natalya Ivanova a la dècada de 1840

El 1830, Lérmontov va conèixer Natalia Ivanova (1813–1875), filla d'un dramaturg de Moscou Fiodor Ivanov i va tenir una aventura amb ella, però se'n sap poc o per què va acabar. A jutjar per una trentena de poemes adreçats a NFI, va triar un home més gran i més ric, per a angoixa del jove Lérmontov que va prendre això com una traïció.
Mentre estava a la Universitat, Lérmontov, de 16 anys, es va enamorar apassionadament d'una altra cosina seva, Varvara Lopukhina (també setze en aquell moment). Es deia que la passió era recíproca, però, pressionada per la seva família, Varvara es va casar. Nikolai Bakhmetiev, un ric aristòcrata de 37 anys, va quedar desconsolat.
Després d'haver-se graduat a l'escola de cadets de Sant Petersburg, Lérmontov es va embarcar en l'estil de vida despreocupat d'un jove hússar imprudent, com ell imaginava que hauria de ser. «En Mikhaïl, havent-se trobat l'ànima mateixa de l'alta societat, li agradava entretenir-se tornant boges a les dones joves, fingint amor durant diversos dies, només per alterar els partits», va escriure el seu amic i company de pis Alexey Stolypin.
El desembre de 1834, Lérmontov va conèixer la seva vella estimada Iekaterina Sushkova en un ball a Sant Petersburg i va decidir venjar-se: primer la va seduir, després, després d'una estona, la va deixar caure, fent pública la història. Relacionant l'incident en una carta a la cosina Saha Verextxagina, va presumir descaradament de la seva recentment trobada reputació de Don Juan que aparentment havia anhelat. «Vaig escoltar diverses de les víctimes de Lérmontov queixar-se de les seves maneres traïdores i no em vaig poder restringir de riure obertament dels finals còmics que solia inventar per les seves gestes viles de Casanova», va recordar, òbviament, el simpatitzant Ievdokina Rostoptxina.
L'any 1840, Lérmontov s'havia emmalaltit de la seva pròpia reputació de donador i cruel trencacors, buscant víctimes en balls i festes i deixant-les enrere devastades. Alguns dels relats eren mites, com el relatiu a l'autora francesa Adèle Hommaire de Hell; ben publicitada en aquell moment (i relatada llargament per Skabichevski) es va demostrar més tard que no havia passat mai.
L'amor de Lérmontov per Lopukhina (Bakhmetieva) va resultar ser l'únic sentiment profund i durador de la seva vida. El seu drama inacabat Princess Ligovskaya s'hi va inspirar, així com dos personatges d’A Hero of Our Time, Princess Mary i Vera. A la seva biografia de 1982, John Garrard va escriure: «La relació simbòlica entre l'amor i el sofriment és, per descomptat, una de les paradoxes romàntiques preferides, però per a Lérmontov va ser molt més que un dispositiu literari. Va tenir mala sort en l'amor i creia que sempre ho seria: el destí ho havia ordenat».

## Obres

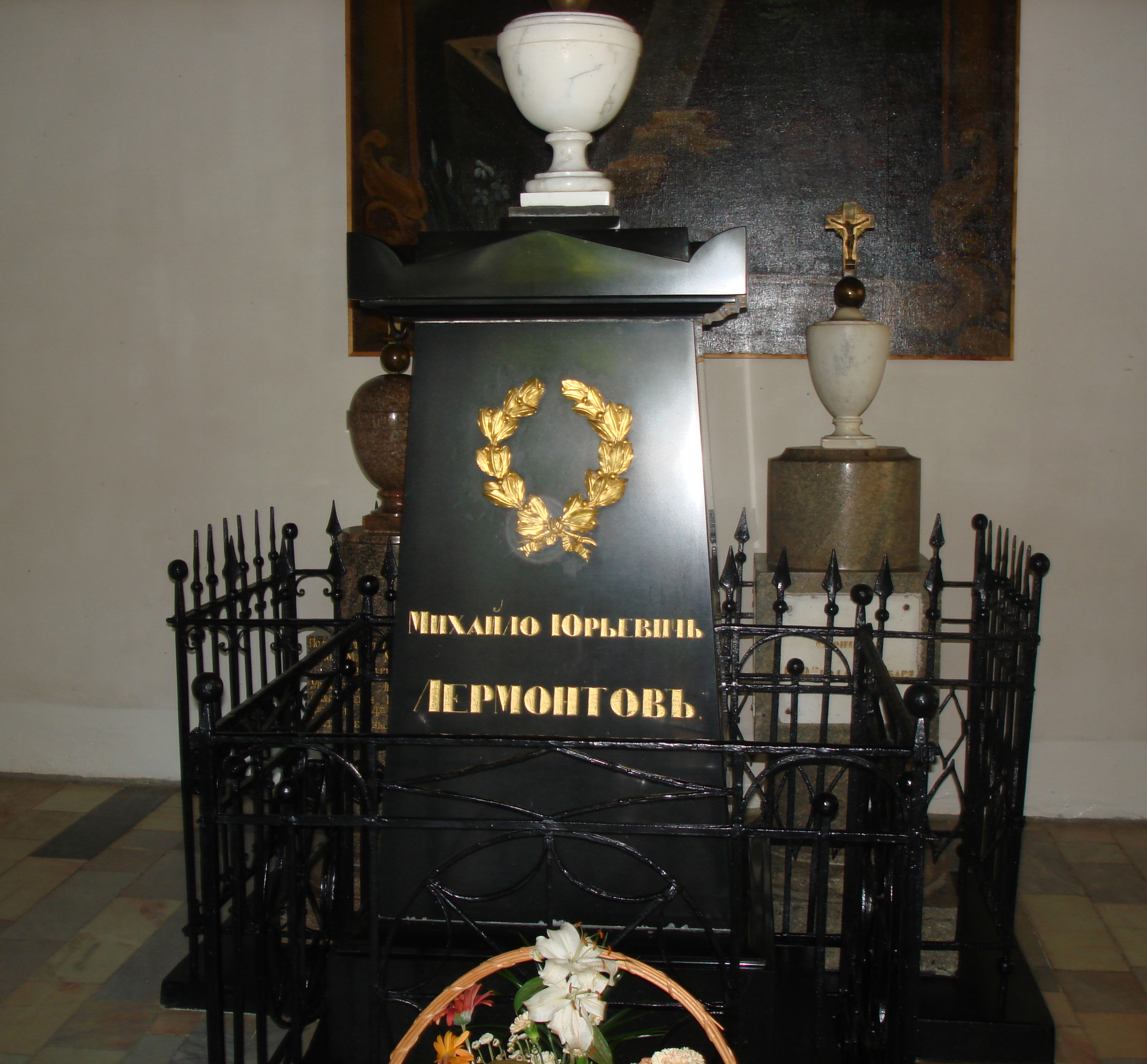
La làpida de Lérmontov a Tarkhany

En vida, Milhaïl Lérmontov va publicar només una col·lecció de poemes (1840). Tres volums, molt mutilats per la censura, es van publicar un any després de la seva mort el 1841. No obstant això, el seu llegat –més de 30 grans poemes i 600 de menors, una novel·la i 5 drames– va ser immens per a un autor la carrera literària del qual va durar només sis anys.
Inspirat per Lord Byron, Lérmontov va començar a escriure poesia als 13 anys. Els seus poemes de finals de la dècada de 1820 com El corsari, Oleg, Dos germans, així com Napoleó (1830), van agafar una mica préstecs de Puixkin, però invariablement presentaven un heroi Byronic, un paria i un venjador, que es mantenia ferm i allunyat contra el món.
A principis de la dècada de 1830, la poesia de Lérmontov es va fer més introspectiva i íntima, fins i tot semblant a un diari, amb dates que sovint servien per als títols. Però fins i tot la seva carta amorosa, dirigida a Iekaterina Suxkova o Natalia Ivanova, no es podria definir com a autobiogràfica; impulsat per les fantasies, tractava passions molt hipertrofiades, protagonistes posant alts i poderosos al centre de l'Univers, incompresos o ignorats.
El 1831, la poesia de Lérmontov (La canya, La sirena, El desig) va començar a ser menys confessional, més semblant a una balada. El jove autor, després d'haver trobat el gust per les trames i les estructures, intentava conscientment controlar el seu impuls emocional i dominar l'art de la narració. El crític i historiador de literatura Dmitri Mirski considera L'àngel (1831) com el primer dels grans poemes de Lérmontov, i l'anomena «probablement el millor vers romàntic mai escrit en rus». Almenys altres dos poemes d'aquell període, La vela i L'Hússar - van ser valorats més tard entre els seus millors.
El 1832, Lérmontov va provar la prosa per primera vegada. La novel·la inacabada Vadim, que explica la història de l'aixecament camperol liderat per Omelian Pugatxov de 1773–1775, tenia un estil d'estil defectuós i mancava d'idees. No obstant això, lliure de patetisme romàntic i amb personatges ben elaborats i escenes de la vida camperola, va marcar un gir important per a l'autor, evidentment, més intrigat per la història i el folklore que pels seus propis somnis.
Dues branques de la poesia de Lérmontov de principis de la dècada de 1830, una que tracta de la història de l'edat mitjana russa, una altra del Caucas, no podien diferir més. Els primers eren severs i durs, presentaven un heroi fosc i reservat (The Last Son of Freedom), la seva història senzilla es desenvolupa ràpidament. Aquest últim, ric en temes etnogràfics secundaris i abundant en imatges acolorides, comptava amb personatges extravagants (Ismail-Bey, 1832).
Fins i tot com a estudiant d'internat de la Universitat de Moscou, Lérmontov era un jove socialment conscient. El seu Lament del turc (1829) expressava forts sentiments antiestablishment (Aquest lloc, on un home pateix l'esclavitud i les cadenes; amic meu, aquesta és la meva pàtria), el poema 15 de juliol de 1830 saludava la Revolució francesa de juliol, mentre que L'últim fill de la llibertat era un crit a la República de Nóvgorod (òbviament, idealitzada). Però Lérmontov, un tribun de foc, no s'ha convertit mai en un poeta polític. Plens d'agitació interior i ràbia, els seus protagonistes eren desenfrenats però mai racionals ni promouen cap ideologia en particular.
L'escola de cadets semblava haver obstaculitzat a Lérmontov tots els interessos, excepte un, per la disbauxa desenfrenada. Els seus poemes pornogràfics (i ocasionalment sàdics) de Cavalry Junkers, que van circular en manuscrits, van embrutar la seva reputació posterior tant que l'admissió de familiaritat amb la poesia de Lérmontov no va ser permesa per a cap dona jove de classe alta durant bona part del segle xix. «Lérmontov va elaborar per als seus amics poemes sencers de manera improvisada, tractant coses que aparentment formaven part del seu estil de vida de barraca i campament. Aquells poemes, que no he llegit mai, perquè no estaven pensats per a dones, porten tota la marca. del temperament brillant i ardent de l'autor, com testimonien les persones que els han llegit», va admetre Yevdokiya Rostopchina. Aquests poemes es van publicar només una vegada, el 1936, com a part d'una edició erudita de les obres completes de Lérmontov, editada per Irakly Andronikov.
Aquest període magre va donar alguns fruits: Khadji-Abrek (1835), el seu primer poema publicat, i Sashka de 1836 (un fill estimat de Don Juan, segons Mirsky), una barreja brillant de romanticisme, realisme i el que podria anomenar-se un vers d'estil cadet. Aquest últim va romandre inacabat, igual que la princesa Ligovskaya (1836), un conte de societat que va estar influenciat almenys en certa manera per les Històries de Petersburg de Gogol i que presentava personatges i dilemes no molt allunyats dels que formarien la base dUn heroi del nostre temps.

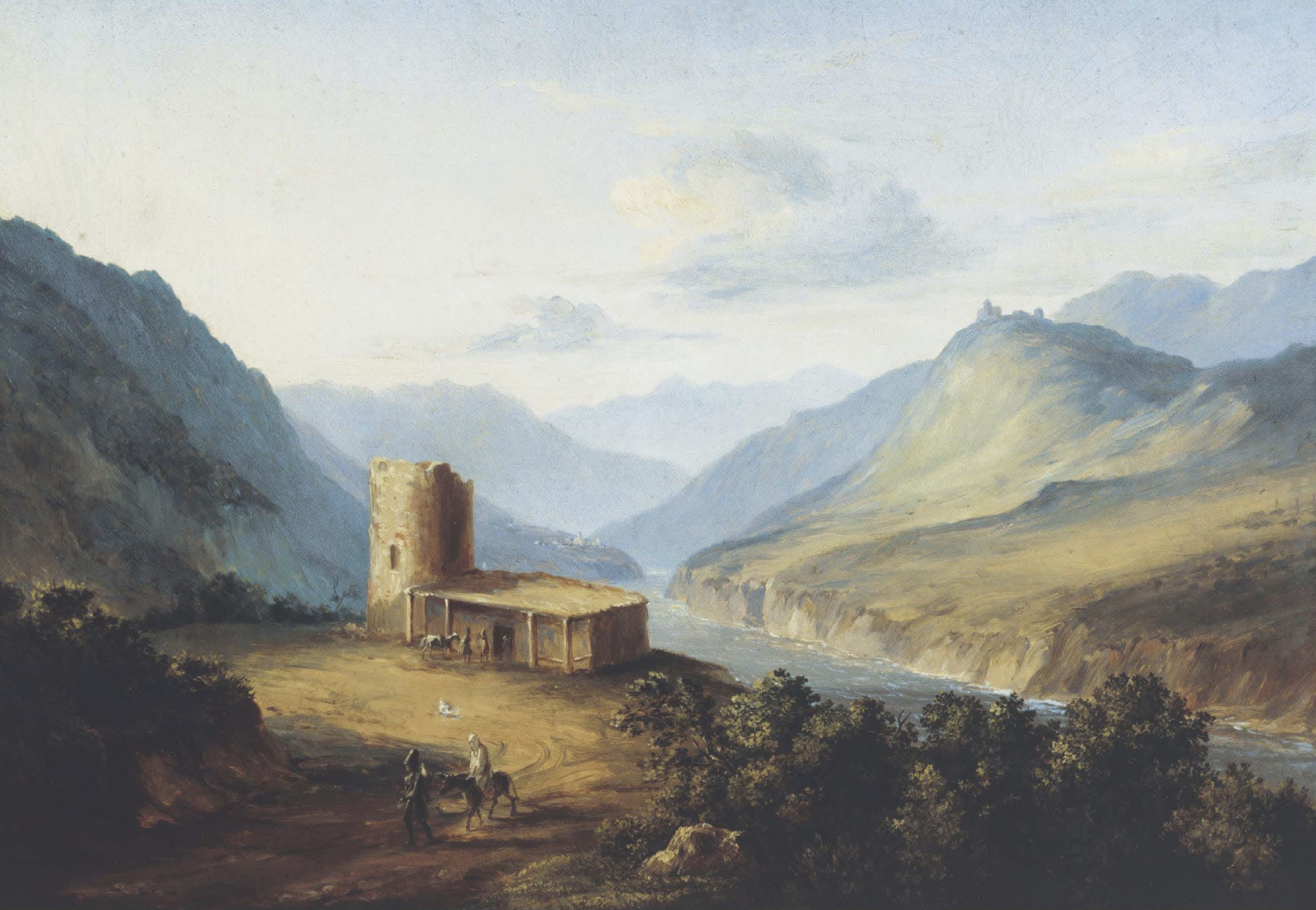
Carretera militar georgiana. La pintura de Lérmontov, 1837.

Detingut, empresonat i enviat al Caucas el 1837, Lermontov va deixar caure la princesa Ligovskaya i no hi va tornar mai més. Molt més important per a ell era La mascarada; escrit el 1835, es va tornar a treballar diverses vegades; l'autor va intentar desesperadament publicar-lo. Prop del melodrama francès i influenciat per Victor Hugo i Alexander Dumas (però també degut molt a Shakespeare, Griboiédov i Puxkin), Masquerade va comptar amb un altre heroi que volia llançar un guant a la societat antipàtica i després cansar-se dels seus. naturalesa conflictiva, però era interessant sobretot pels seus esbossos realistes de la vida de l'alta societat, amb els quals Lermontov era cada cop més crític.
La fascinació de Lérmontov per Byron mai no va minvar. «Després d'haver fet del pessimisme anglès una marca pròpia, li ha donat un fort favor nacional per produir l'especial melsa russa, que sempre ha estat allà a l'ànima russa... Sense escepticisme fred o ironia gelada, la poesia de Lérmontov és Tan sols es podia trobar aquesta barreja de profunda malenconia, d'una banda, i d'un desig salvatge de llibertat, en lloc del típic menyspreu rus en cançons populars russes», va escriure el biògraf Skabichevski.
El 1836–1838, l'interès de Lérmontov per la història i el folklore va tornar a despertar. L'eclèctic Boyarin Orsha (1836), amb una parella d'herois en conflicte, impulsats un per passions cegues, un altre per obligacions i lleis de l'honor, va casar la tradició Byronic amb els elements del drama històric i l'epopeia popular. Una ambiciosa epopeia popular, La cançó del mercader Kalashnikov (inicialment prohibida, després publicada el 1837 a causa dels esforços de Vasili Zhukovski), va ser única per la seva inesperada autenticitat. Lérmontov, que no té una sola font acadèmica en què confiar, «va entrar al regne del folklore com un veritable mestre i es va fusionar totalment amb el seu esperit», segons Belinsky. La cançó de bressol cosaca de Lermontov « va fer tota la ronda: des de la font original del folklore a la literatura, i de la literatura al folklore viu... Durant un segle i mig, la gent ha interpretat aquestes cançons de bressol literàries en situacions reals [a Rússia]», segons a Valentí Golovin.
La mort del poeta (1837), probablement la declaració política més contundent del seu temps (les dues últimes línies, «i tota la teva sang negra no serà suficient per expiar la sang pura del poeta», interpretada per alguns com una crida a la violència), va fer que Lérmontov no només fos famós, sinó gairebé adorat, com un autèntic hereu de Puixkin. Més introspectiu però no menys subversiu va ser el seu El pensament (1838), una resposta a El ciutadà (1824) de Kondrati Riléiev, condemnant la generació perduda d'esclaus servils.
En cas contrari, els poemes breus de Lermontov van des de peces indignadament patriòtiques com La Pàtria fins a la glorificació panteista de la naturalesa viva (per exemple, Sol vaig marxar al camí...) Alguns van veure el primer vers de Lermontov com a pueril, ja que, malgrat la seva destresa domini de la llengua, sol agradar més als adolescents que als adults. Poesies posteriors, com El poeta (1838), No et creguis (1839) i Tan avorrit, tan trist... (1840) van expressar l'escepticisme sobre el sentit de la poesia i la vida mateixa. D'altra banda, per a Lermontov el final de la dècada de 1830 va ser un període de transició; Atret més als boscos i camps russos que a les serralades caucàsiques, va aconseguir moments de solemnitat transcendental i una visió clara del cel i la Terra fusionats en un sol en poemes com La branca de Palestina, L'oració i Quan els camps groguencs s'enfonsen...

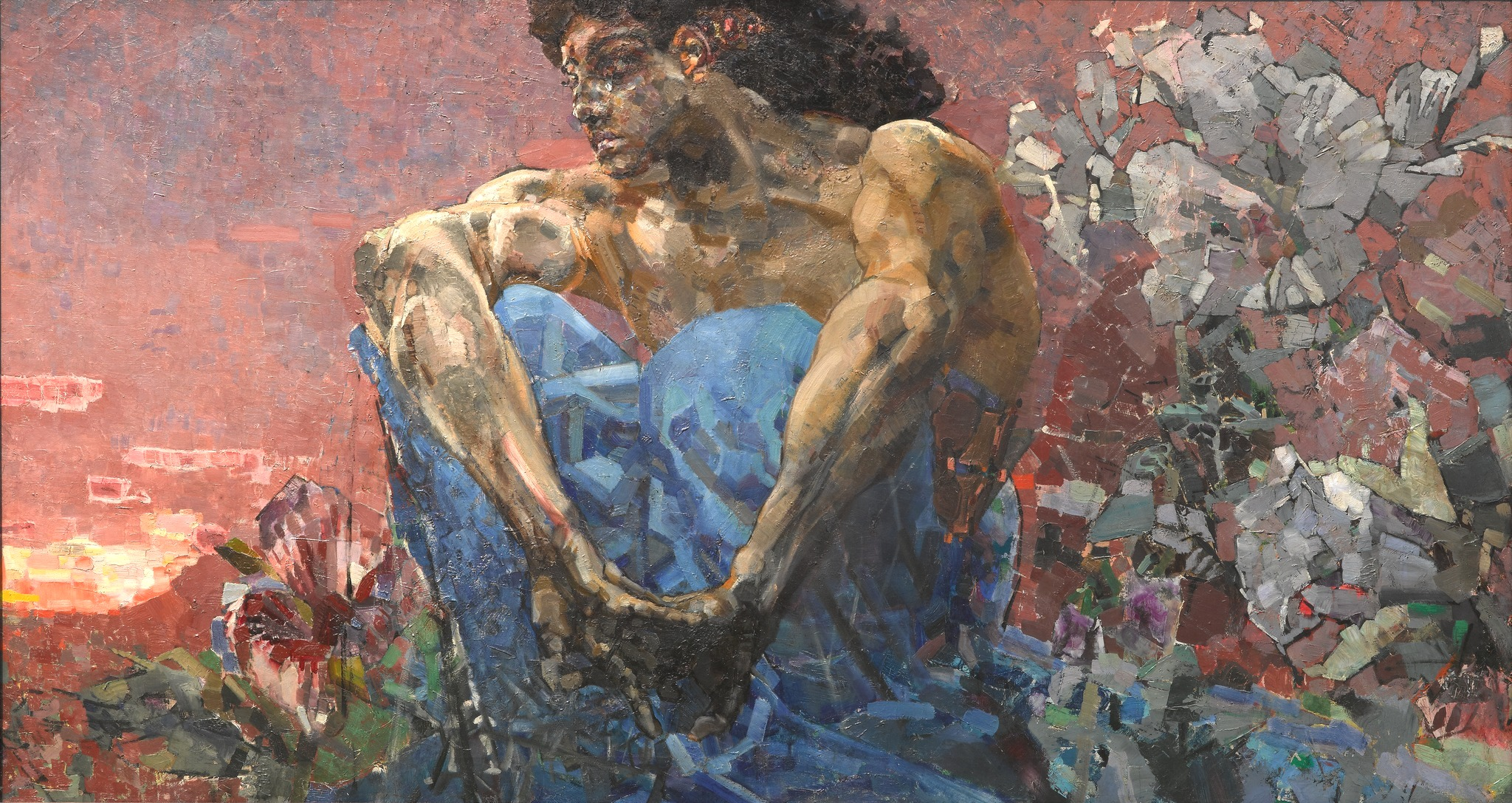
Il·lustració de Mikhaïl Vrúbel a Demon (1890).

Tant els seus poemes patriòtics com els panteistes van tenir una enorme influència en la literatura russa posterior. Borís Pasternak, per exemple, va dedicar la seva col·lecció poètica de 1917 d'importància important a la memòria del Dimoni de Lermontov. Aquest llarg poema (va començar ja l'any 1829 i va acabar uns deu anys després) va explicar la història d'un àngel caigut que va admetre la derrota en el moment de la seva victòria sobre Tamara, una donzella de les muntanyes georgiana. Després d'haver llegit pels censors com la celebració de les passions carnals de l'esperit etern de l'ateisme, va romandre prohibit durant anys (i es va publicar per primera vegada el 1856 a Berlín), convertint-se, sens dubte, en el poema rus inèdit més popular de mitjan segle xix. Fins i tot Mirsky, que va ridiculitzar Demon com «el Satanàs menys convincent de la història de la poesia mundial», el va qualificar de personatge operístic i s'adaptava perfectament al concepte de l'òpera exuberant d’Anton Rubinstein (també prohibida pels censors que la consideraven sacríleg).) va haver d'admetre que el poema tenia prou màgia per inspirar a Mikhaïl Vrúbel per a la seva sèrie d'imatges inoblidables.
Un altre poema de 1839 que investigava les raons més profundes del descontentament metafísic de l'autor amb la societat i amb ell mateix va ser El novici, o Mtsyri (en georgià), la desgarradora història d'un jove monjo moribund que preferia la llibertat perillosa a la servitud protegida. El Dimoni continua vivint desafiant, Mtsyri mor mansament, però tots dos personifiquen la postura de l'esperit humà desenfrenat contra el món que l'empresona. Tots dos poemes estan bellament estilitzats i escrits en versos que Belinski va trobar embriagadors.
A finals de la dècada de 1830, Lérmontov es va sentir tan disgustat pel seu propi enamorament primerenc pel romanticisme que el va ridiculitzar a L'esposa del tresorer de Tambov (1838), un parent proper del comte Nulin de Puixkin, interpretat amb la rima d'Eugeni Oneguin. Tot i així, és la seva èpica històrica de Borodino a la Invasió francesa de Rússia  (1837), un himne del 25è aniversari de l'esperit rus victoriós, relacionat en llenguatge senzill amb un veterà de guerra cansat, i Valerik (definit per Mirsky com una baula perduda entre el Ginet de coure i les escenes de batalla de Guerra i Pau) que són vistes per la crítica com els dos cims del realisme de Lérmontov. Aquesta claredat de visió acabada de trobar li va permetre manejar un tema romàntic amb la precisió lacònica de Puxkin de manera més impressionant a El fugitiu. És il·lusionant que, mentre que Puxkin (el poema del qual s'utilitzava aquí la trama de Tazit) va veure la influència europea com una alternativa saludable a les maneres patriarcals dels nadius caucàsics, Lérmontov va tendir a idealitzar els costums provats des de fa segles de les comunitats locals, el seu còdex moral i la voluntat de lluitar per la llibertat i la independència fins al final.

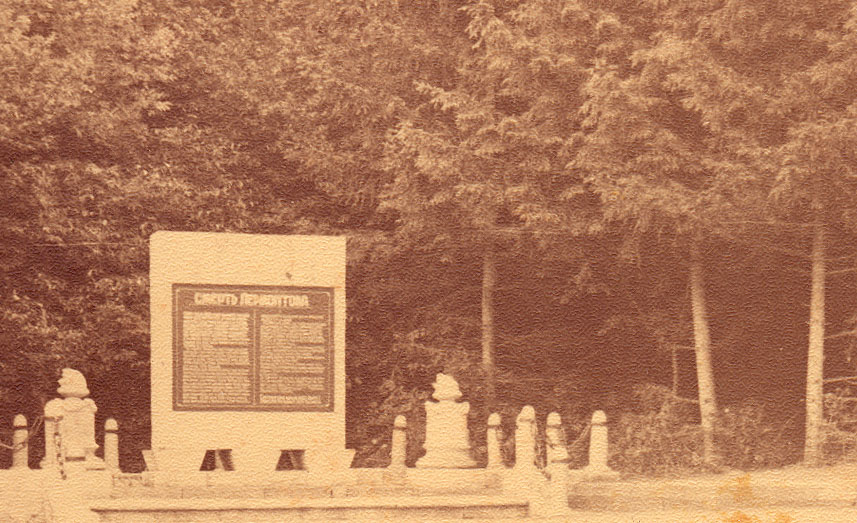
Pyatigorsk, lloc del duel de Lermontov (foto 1958)

Lérmontov tenia un mètode peculiar per fer circular idees, imatges i fins i tot passatges, provant-los una vegada i una altra al llarg dels anys en diferents escenaris fins que cadascun es trobava en el seu lloc adequat, com si pogués veure en la seva imaginació les seves futures obres però fos rebent-los en petits fragments. Fins i tot En memòria d'AI Odoievski (1839) l'episodi central és, en efecte, el passatge lleugerament reelaborat manllevat de Sashka.
Un heroi del nostre temps (1840), un conjunt de cinc històries vagament lligades que desenvolupen el drama dels dos personatges en conflicte, Pechorin i Grushnitsky, que es mouen costat a costat cap a un final tràgic com impulsats pel mateix destí, va resultar ser el magnum de Lermontov. opus. Vissarion Belinski la va elogiar com una obra mestra, però Vladímir Nabókov (que va traduir la novel·la a l'anglès) no estava tan segur de l'idioma: «El lector anglès hauria de ser conscient que l'estil en prosa de Lermontov en rus és poc elegant, és sec i tèrbol; és l'eina d'un jove enèrgic, increïblement dotat, amargament honest, però definitivament sense experiència. El seu rus és, de vegades, gairebé tan cru com Stendhal en francès, els seus símils i metàfores són del tot habituals, els seus epítets triturats només es redimen si s'utilitzen de manera incorrecta la repetició de paraules en frases descriptives», va escriure. DS Mirsky pensava diferent. «La perfecció de l'estil i la manera narrativa de Lermontov només poden ser apreciades per aquells que realment saben rus, que senten fines matisos imponderables de les paraules i saben què s'ha deixat de banda i què s'hi ha posat. La prosa de Lermontov és la millor prosa russa. mai escrit, si jutgem pels estàndards de la perfecció i no pels de la riquesa És transparent, perquè és absolutament adequat al context i ni se superposa ni ho és superposat per ella», va sostenir.
A Rússia, Un heroi del nostre temps sembla que mai no ha perdut la seva rellevància: el títol en si es va convertir en una frase simbòlic que explicava els dilemes que persegueixen la intel·lectualitat d'aquest país. I la reputació de Lermontov com a hereu de Puixkin allà poques vegades es posa en dubte. Els seus biògrafs estrangers, però, tendeixen a veure una imatge més complicada i controvertida. Segons Lewis Bagby, «va portar una vida tan salvatge i romàntica, va complir tantes característiques de Byronic (individualisme, aïllament de l'alta societat, crític social i inadaptat) i va viure i va morir tan furiós, que és difícil no confondre'ls. aquestes manifestacions d'identitat amb el seu autèntic jo... Qui s'havia convertit en Lermontov, o en qui s'estava convertint, no és clar, com molts herois romàntics examinat, roman tan obert i inacabat com la seva persona sembla tancada i fixa».
- El boiar Orska (1835)
- La mort del poeta (1837)
- Cançó del tsar Vassílievitx (1838)
- El dimoni (1838) a la que hi posà música Ėduard Francevič Napravnik.
- El novici (1838)
- Un heroi del nostre temps (1839-1840)
- La mascarada

## Llegat

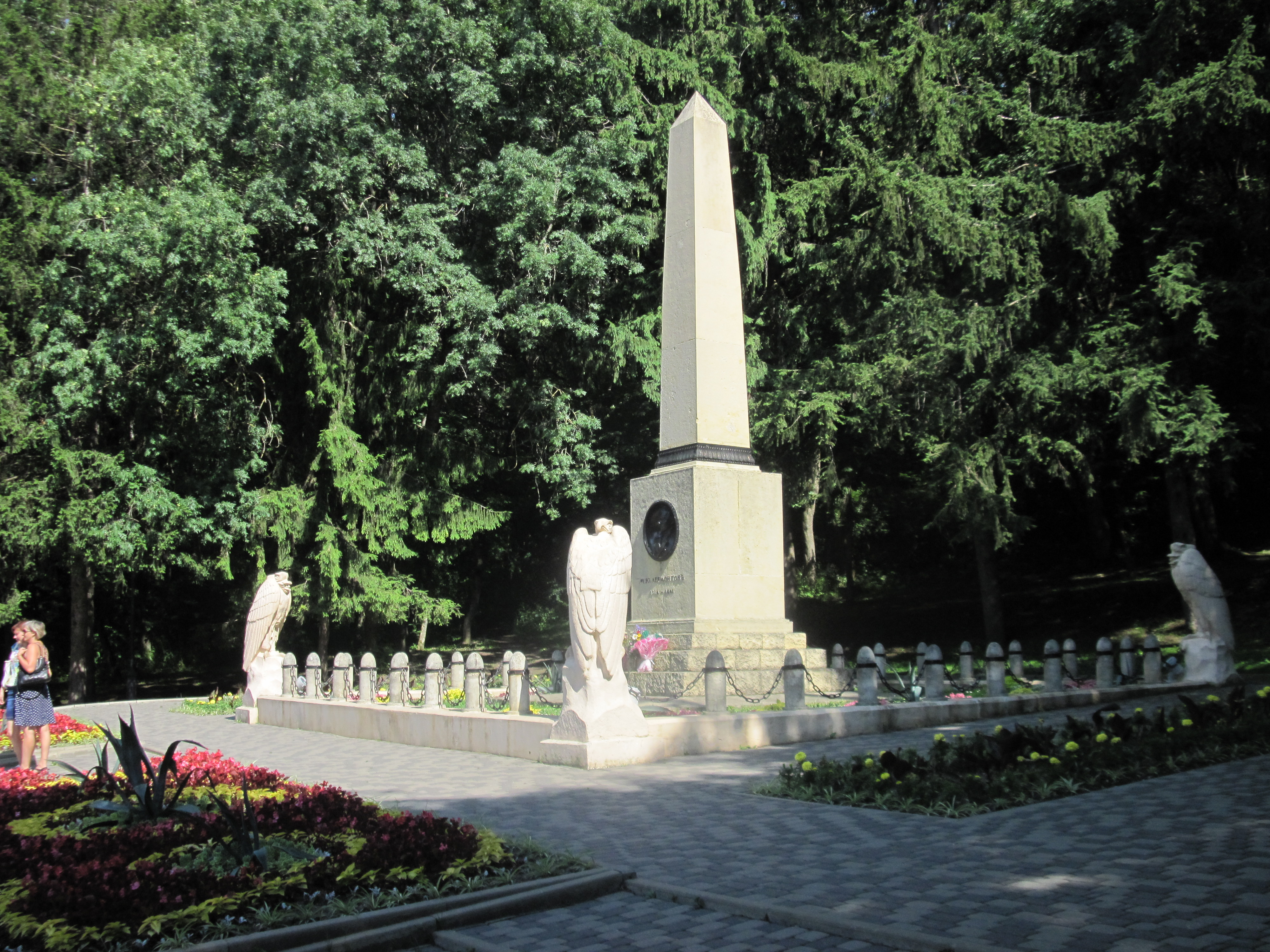
Lloc del duel de 1841

La ciutat de Lérmontov, Rússia (atorgada l'estatus municipal el 1956), el creuer MS Mikhail Lérmontov (llançat el 1970) i el planeta menor 2222 Lermontov (descobert el 1977) van rebre el seu nom.
La tripulació de la Soiuz TMA-21 va seleccionar Tarkhany com a senyal de trucada, després de la finca on Lermontov va passar la seva infantesa i on es conserven les seves restes.
El 3 d'octubre de 2014, es va inaugurar un monument a Leérmontov al poble escocès d’Earlston, el lloc va ser seleccionat a causa d'una associació suggerida de la descendència de Lérmontov amb Thomas the Rhymer. Fins només uns anys abans, la connexió havia estat poc coneguda a Escòcia.
Lérmontov ha estat representat en nombroses pel·lícules i sèries de televisió. L'any 2012, la pel·lícula azerí Ambaixador del matí, que explica la història d'un altre gran poeta, Abbasgulu Bakikhanov, Mikhail Lermontov va ser representat per Oleg Amirbekov. El 2014, en record del seu 200 aniversari, es va estrenar a Rússia un documental de biografia sobre ell.

## Galeria

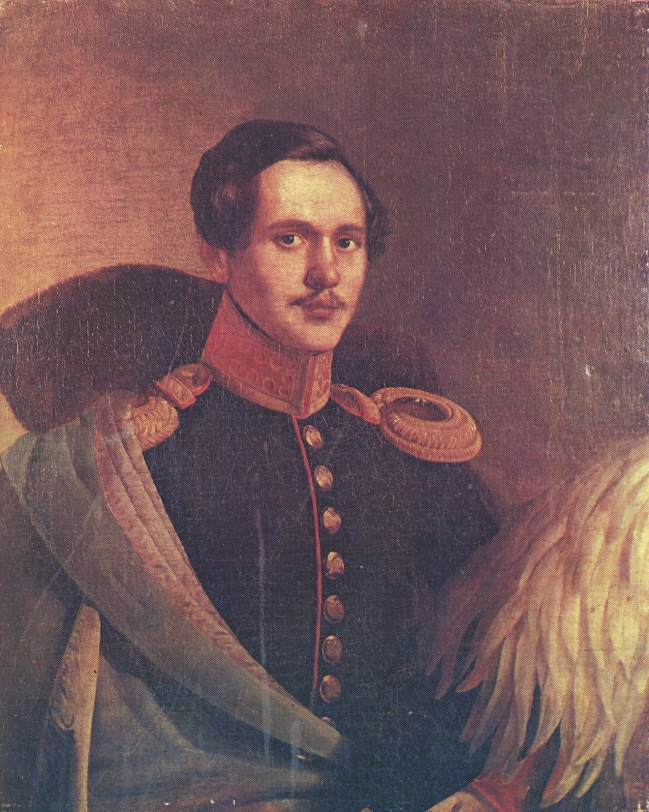
Lermontov el 1834. Retrat de Pyotr Zakharov-Chetxenets.
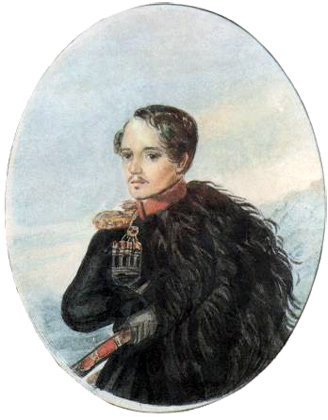
Autoretrat, 1837
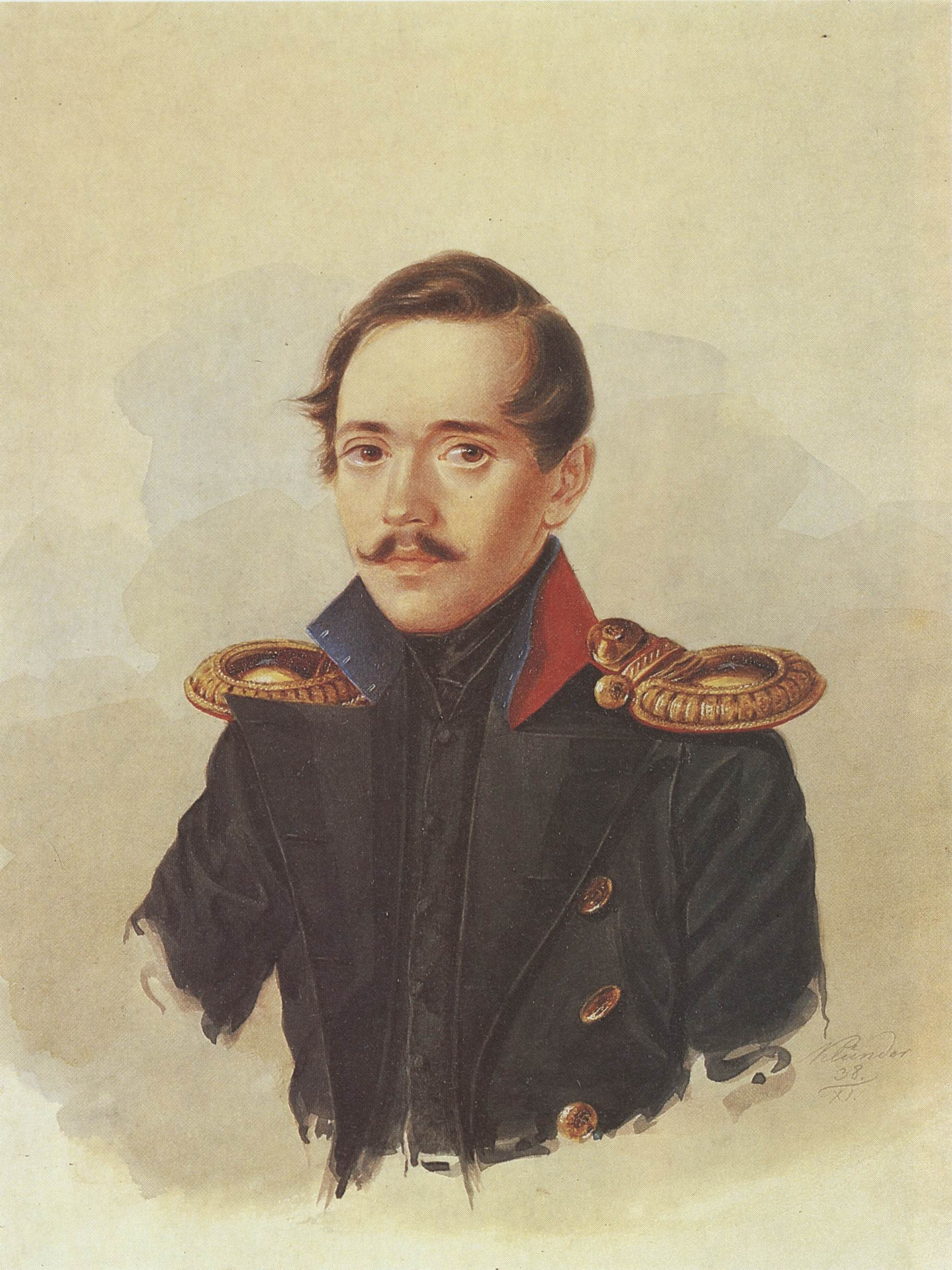
Lermontov després del primer exili, 1838
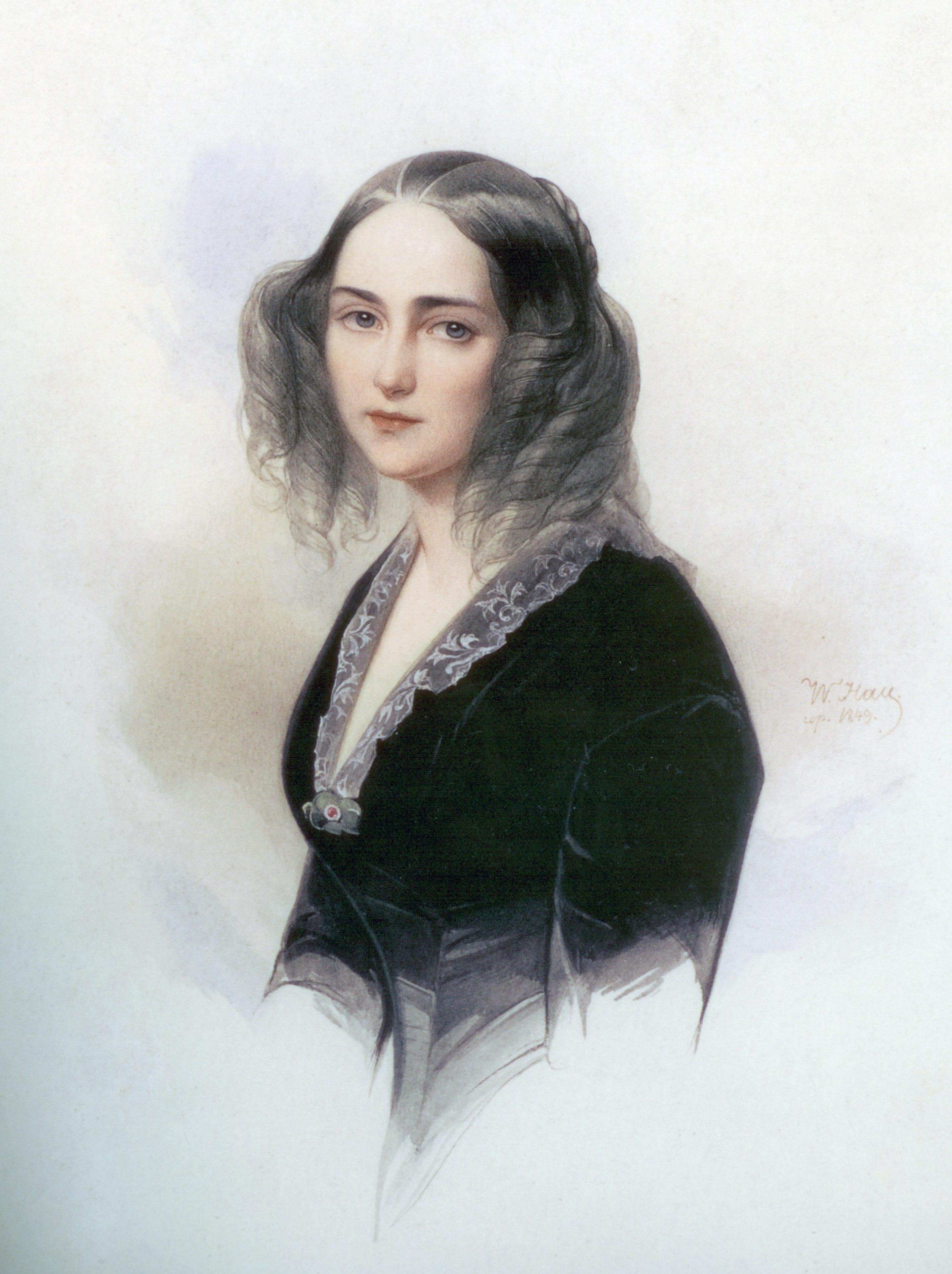
La comtessa Emilie Musin-Pushkina va confessar a una amiga que es va enamorar de Lérmontov. Com a dona casada, mai es va comprometre amb un adulteri. Comtessa Emilie, més blanca que el lliri... Però el cor d'Emilie és com la Bastilla, Lérmontov, descontent, va concedir un epigrama el 1838.
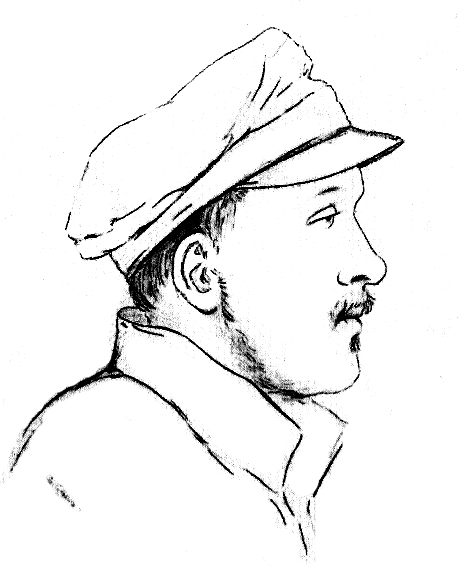
Lermontov després de la batalla de Valerik. Dibuix de D.Palen, 1840.
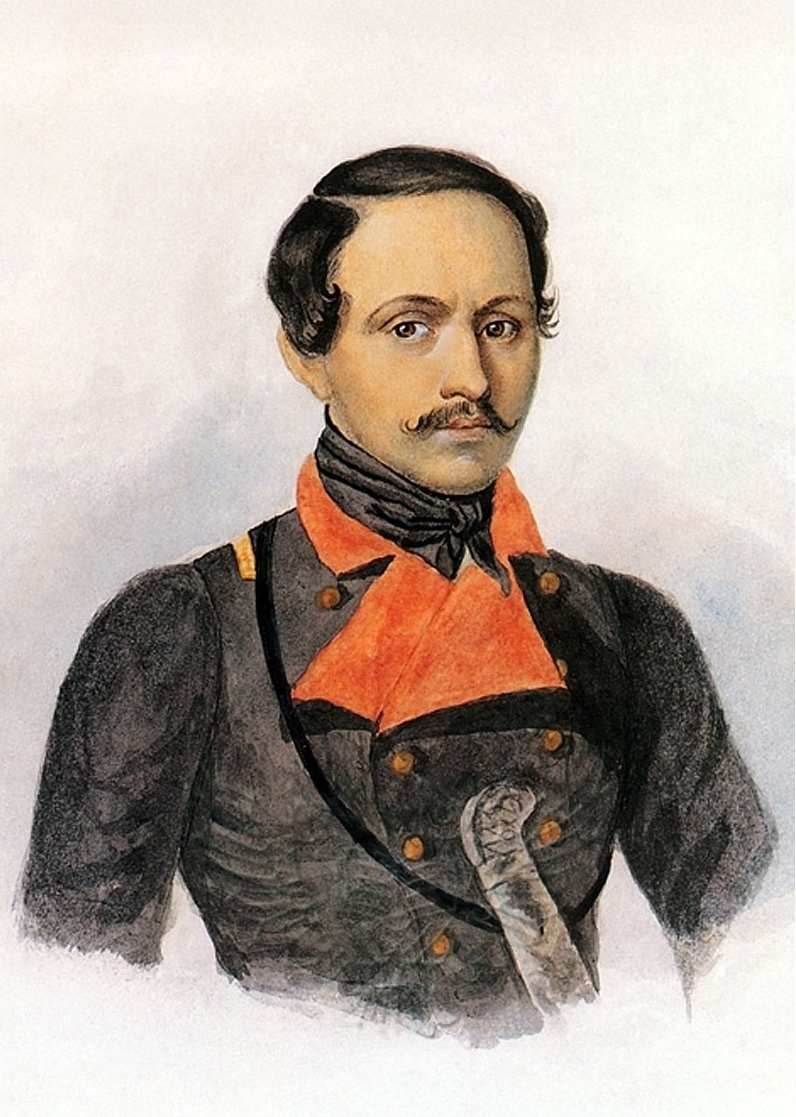
L'últim retrat de Lermontov, de Kirill Gorbunov, 1841